# CQBR

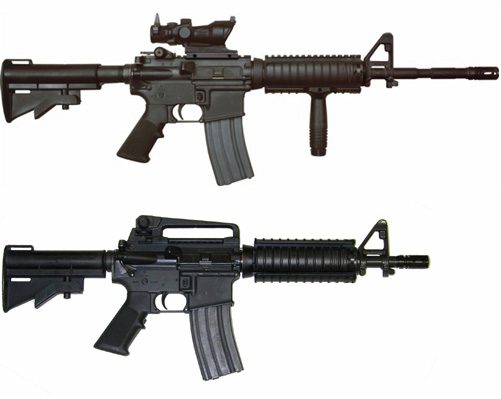
위는 보통의 M4 카빈, 아래는 CQBR이다.

CQBR(The Close Quarters Battle Receiver)는 M4A1 카빈 용으로 개발된 상부 리시버이다. CQBR의 총열 길이는 260mm로, M4 카빈의 전체 길이를 단축시킨다.

## 사진

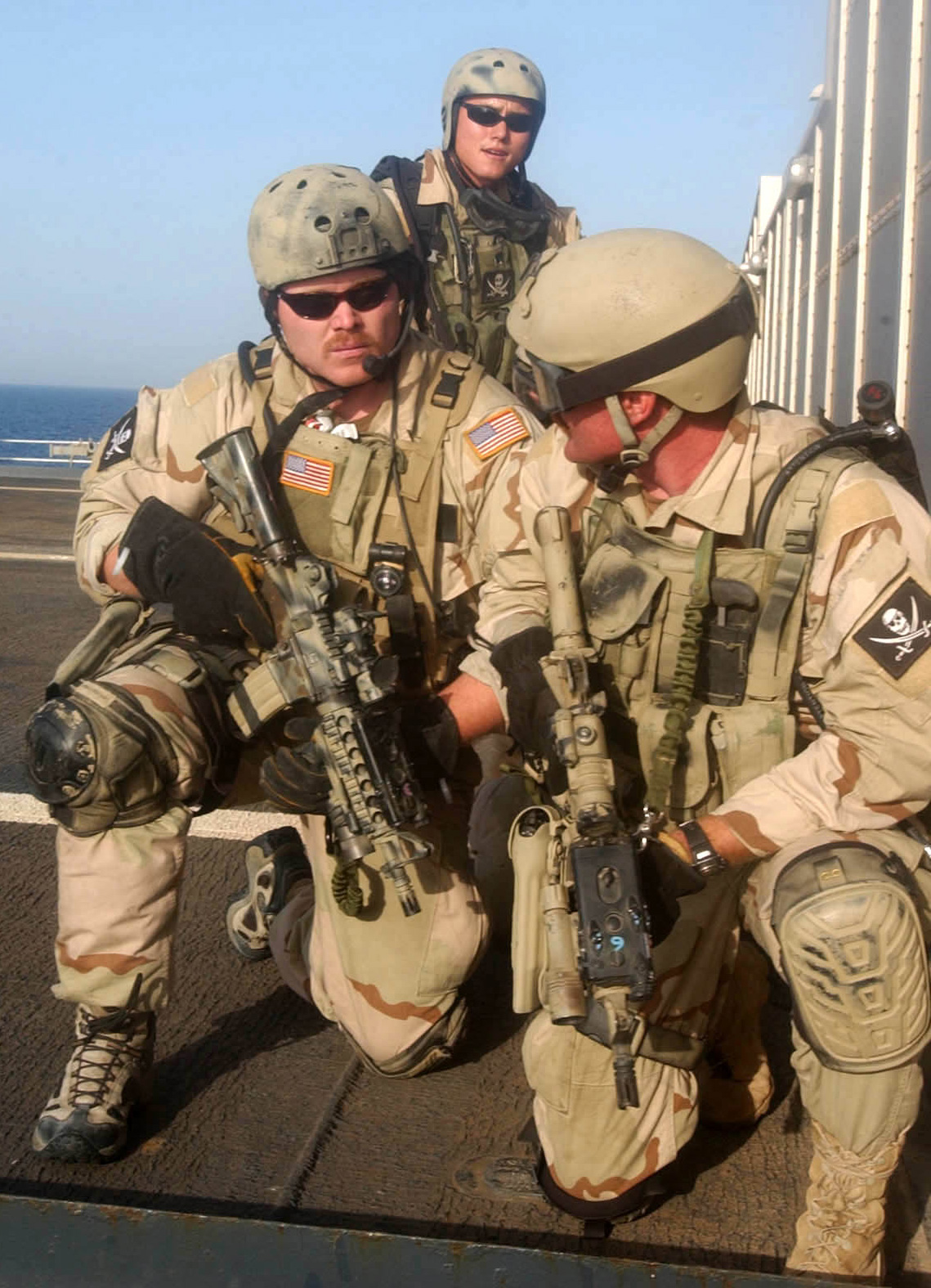
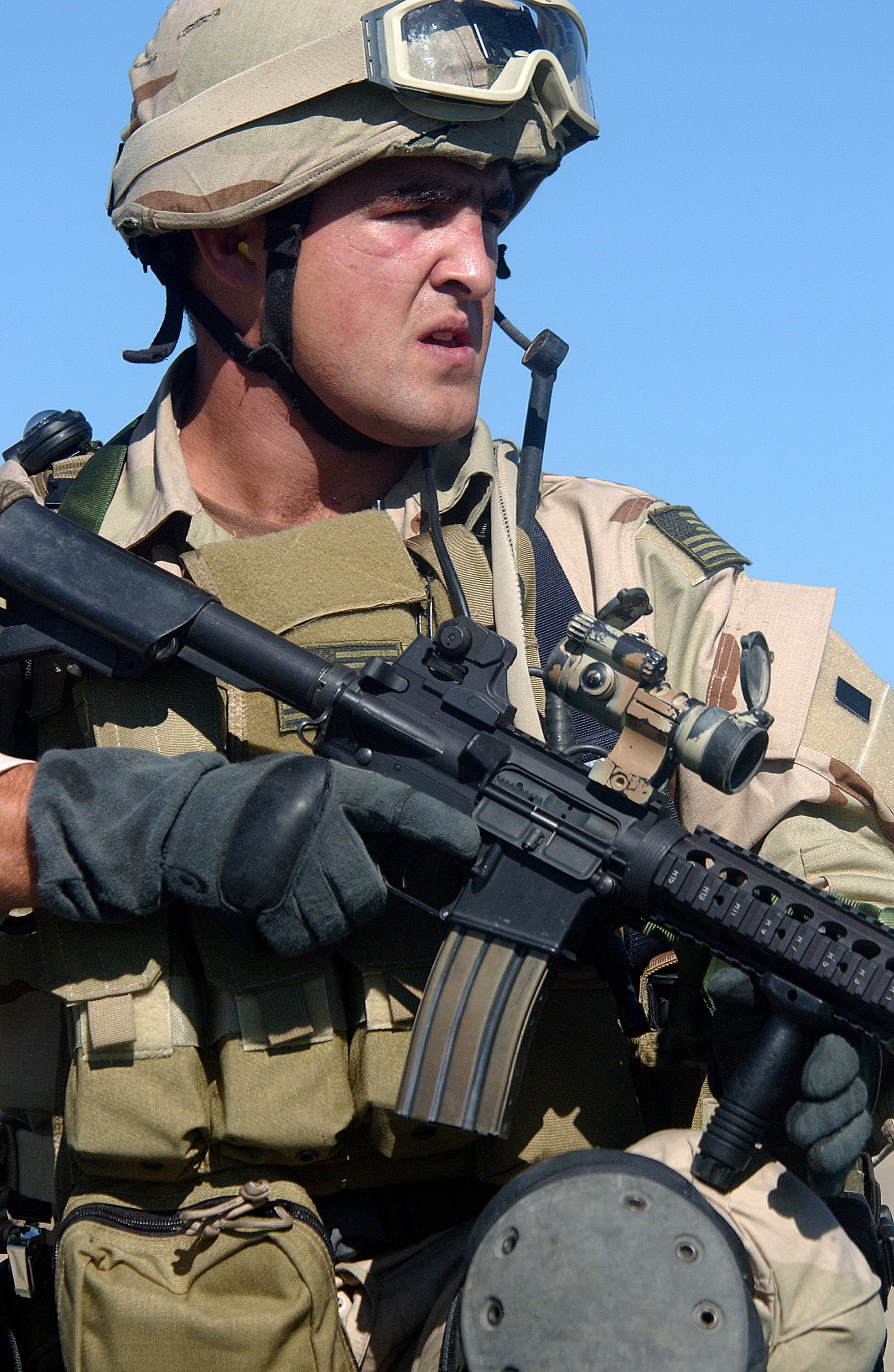
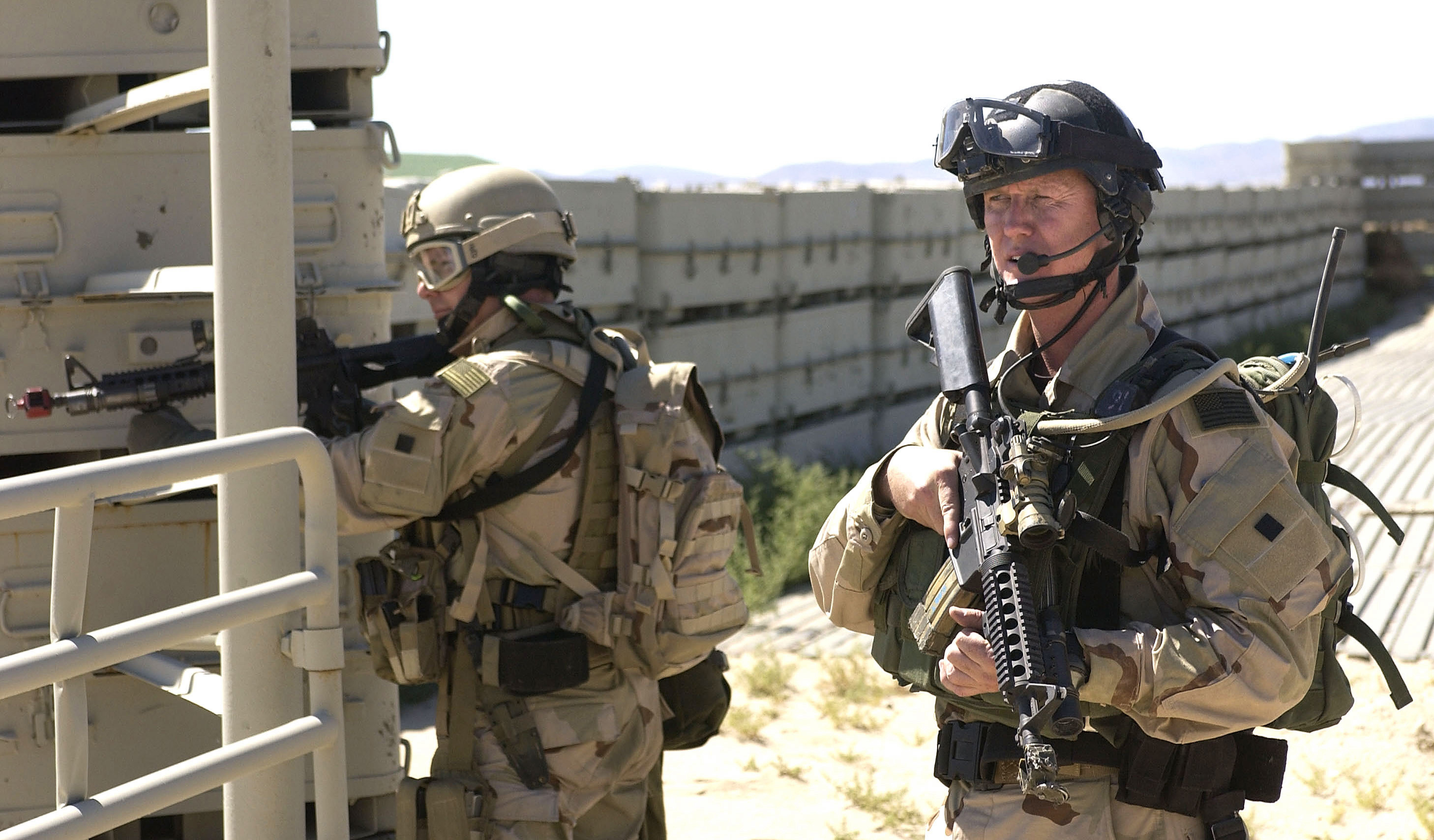

## 같이 보기
- 미국 육군 특전부대